# Zofia Bukowiecka
Zofia Bukowiecka, née Konarska est une autrice polonaise de romans pour enfants et adolescents née le 28 avril 1844 à Brzozowa et morte le 20 mars 1920 à Varsovie,,.

## Biographie
Dans ses œuvres, elle introduit souvent des personnages issus des couches populaires, montrant les côtés sombres de la vie moderne, de sorte que nombre de ses œuvres n'ont pas de fin heureuse. Elle associe un contenu moral et social à des motifs historiques et paysagers, et introduit également des thèmes d'aventure et de comédie.
Elle est enterrée au cimetière Powązki de Varsovie (section J-1-30).
Le mari de l'écrivaine, le Dr Ludwik Bukowiecki (1836-1869), prend une part active à l'insurrection de janvier.

## Œuvres
- 1896 : Historia o Janku Górniku
- 1897 : Dzieci Warszawy
- 1900 : Jak się dusza budziła w Józiu
- 1914 : Książka Zosi: Opowiadania babuni o Ojczyźnie